# Isocirrhitus sexfasciatus
Isocirrhitus sexfasciatus és una espècie de peix pertanyent a la família dels cirrítids i l'única del gènere Isocirrhitus.

## Descripció
- Pot arribar a fer 7,8 cm de llargària màxima.
- 10 espines i 11 radis tous a l'aleta dorsal i 3 espines i 6 radis tous a l'anal.[3][4]

## Hàbitat
És un peix marí, associat als esculls i de clima tropical (12°N-24°S).

## Distribució geogràfica
Es troba al Pacífic: les illes Marshall, Tuamotu i Tonga.

## Observacions
És inofensiu per als humans.